# Regering van nationale eenheid (Zuid-Afrika)
De regering van nationale eenheid (Afrikaans: Regering van Nasionale Eenheid; Engels: Government of National Unity) was de regering van Zuid-Afrika van 10 mei 1994 tot en met 30 juni 1996. De regering kwam tot stand onder dwang van de voorlopige Grondwet van Zuid-Afrika uit 1993, die bepaalde dat elke partij die tijdens de verkiezingen van 27 april 1994 twintig of meer zetels in de Nationale Vergadering behaalde, aanspraak kon maken op een of meer ministerportefeuilles en zodoende deel kon worden van de regering. Deze regeling is bekend als de voorziening voor een Regering van Nationale Eenheid (RNE).

## Geschiedenis
Tijdens de verkiezingen van 27 april 1994 behaalde het Afrikaans Nationaal Congres de meerderheid van de zetels in de Nationale Vergadering en kon dus een regering vormen. De twee belangrijkste partijen die gebruik maakten van de mogelijkheid om tot de regering toe te treden, waren de Nationale Partij en de Inkatha Freedom Party, die beide ministersposten voor hun leiders en andere parlementsleden kregen. President Nelson Mandela nodigde ook andere partijen uit om lid van zijn kabinet te worden, zelfs als ze niet minimaal twintig zetels in de Nationale Vergadering hadden gekregen.
De doelstellingen van de regering van nationale eenheid waren gericht op het corrigeren van de sociale en economische onrechtvaardigheden van de erfenis van apartheid. Het belangrijkste doel was echter dat het maken van een definitieve grondwet. De grondwet was in wezen een proces van twee stappen. Tijdens de CODESA-gesprekken, die in 1991 gestart waren – waren de regerende Nationale Partij en het ANC overeengekomen om een interim-grondwet te ontwerpen, die de basis zou vormen voor een definitieve grondwet. De definitieve grondwet werd opgesteld door de twee kamers van het parlement – de Senaat en de Nationale Vergadering.
Het was echter belangrijk voor de regering van nationale eenheid dat de meningen van de gewone Zuid-Afrikanen in de grondwet zouden worden opgenomen. Van 1994 tot 1996 de organiseerde de regering grote campagnes in de media. Dit was niet gemakkelijk, omdat ze 40 miljoen mensen wilden bereiken, van wie de meesten waren analfabeet waren of geen televisie hadden. Slogans zoals "U hebt uw keuze gemaakt, nu hebt u het woord" werden gebruikt aandacht van het publiek te trekken. Meer dan 1,7 miljoen schriftelijke inzendingen werden verzameld in een periode van twee jaar. Deze inzendingen gingen over veel verschillende onderwerpen, als de doodstraf, abortus en taal.
Op 8 mei 1996 werd de definitieve grondwet aangenomen door het parlement. Een dag later kondigde de tweede vicepresident F. W. de Klerk het vertrek van de Nationale Partij uit de regering van nationale eenheid, met ingang van 30 juni.
De regeling van de regering van nationale eenheid verviel aan het einde van de parlementaire termijn in 1999. Desalniettemin bleef de Inkatha Vrijheidspartij tot de verkiezingen van 2004 als minderheidspartner deel van de regering.